# Bradėsių kadagynas
Bradėsių kadagynas este o arie protejată (arie specială de conservare — SAC, sit de importanță comunitară — SCI) din Lituania întinsă pe o suprafață de 2,54 ha, integral pe uscat.

## Localizare
Centrul sitului Bradėsių kadagynas este situat la coordonatele 55°49′56″N 25°51′44″E / 55.8322°N 25.8622°E.

## Înființare
Situl Bradėsių kadagynas a fost declarat sit de importanță comunitară în februarie 2004 pentru a proteja un număr necunoscut de specii din flora spontană și fauna sălbatică aflate în arealul zonei. Situl a fost protejat și ca arie specială de conservare în decembrie 2018.

## Biodiversitate
Situată în ecoregiunea boreală, aria protejată conține 2 habitate naturale: Formațiuni de Juniperus communis pe lande sau pajiști calcaroase, Pajiști uscate seminaturale și facies de acoperire cu tufișuri pe substraturi calcaroase (Festuco-Brometalia) (* situri importante pentru orhidee).
La baza desemnării sitului se află un număr nedeclarat de specii protejate.